# Mieczysław Grabiński
Mieczysław Grabiński (ur. 28 maja 1893 w Wieluniu, zm. 6 maja 1960 w Londynie) – polski urzędnik konsularny i dyplomata.

## Życiorys
Syn Kazimierza i Kazimiery. Uczęszczał do szkoły elementarnej w Wieluniu, następnie do gimnazjum w Kaliszu (–1912). W tym też okresie należał do młodzieżowej organizacji niepodległościowej „Zarzewie”; był więziony. W okresie I wojny światowej żołnierz POW, legionista od 1914, w 1917 uzyskał dyplom Wyższej Szkoły Handlowej w Warszawie. W 1919 wstąpił do polskiej służby zagranicznej, kolejno będąc zatrudniony – w Biurze Prac Kongresowych MSZ (1919), pełniąc funkcję sekretarza w konsulatach – w Odessie (1919–1920) i Królewcu (1920), pom. referatu/ref. w departamencie administracyjnym MSZ (1920–1921), sekretarz w wydziale konsularnym w poselstwie w Moskwie (1921–1924), referenta w MSZ (1924–1925), wicekonsula w poselstwie w Belgradzie (1925–1926), wicekonsula w konsulacie generalnym w Zagrzebiu (1926–1928), radcy w komisariacie generalnym w Gdańsku (1928–1929), w MSZ (1929), konsula/kierownika urzędu w konsulacie w Czerniowcach (1929–1933), radcy ministra/kier. ref./zast. naczelnika/zast. p.o. dyrektora biura personalnego MSZ (1933–1935), konsula generalnego w konsulacie w Wiedniu (1935–1939), kons. gen. w konsulatach generalnych – w Monachium (1939) i Zagrzebiu (1939–1941). Aresztowany 14 kwietnia 1941 przez chorwackich ustaszów i wydany gestapo, więziony (1941–1945) m.in. w więzieniach – w Grazu i w pałacu Wittelsbachów w Monachium, spędził kilka lat w obozie koncentracyjnym w Dachau.
Po II wojnie światowej m.in. delegat MSZ na amerykańską strefę okupacyjną w Niemczech (1945–1949), prezes Polskiego Związku b. Więźniów Politycznych Obozów Koncentracyjnych oraz prezes Międzynarodowego Komitetu Uchodźców Politycznych w Niemczech, członek Instytutu Badań Spraw Międzynarodowych w Londynie (–1950), IV Rady Narodowej RP na uchodźstwie, Tymczasowej Rady Jedności Narodowej, Ligi Niepodległości Polski, Instytutu Marszałka Józefa Piłsudskiego, prezes Stowarzyszenia Pracowników Polskiej Służby Zagranicznej. Był też członkiem zespołu redakcyjnego wydawnictwa „Polska służba zagraniczna po 1 września 1939 r.” (1954), pozostawił po sobie rękopis wspomnień pt. Wieluń na przełomie wieków.

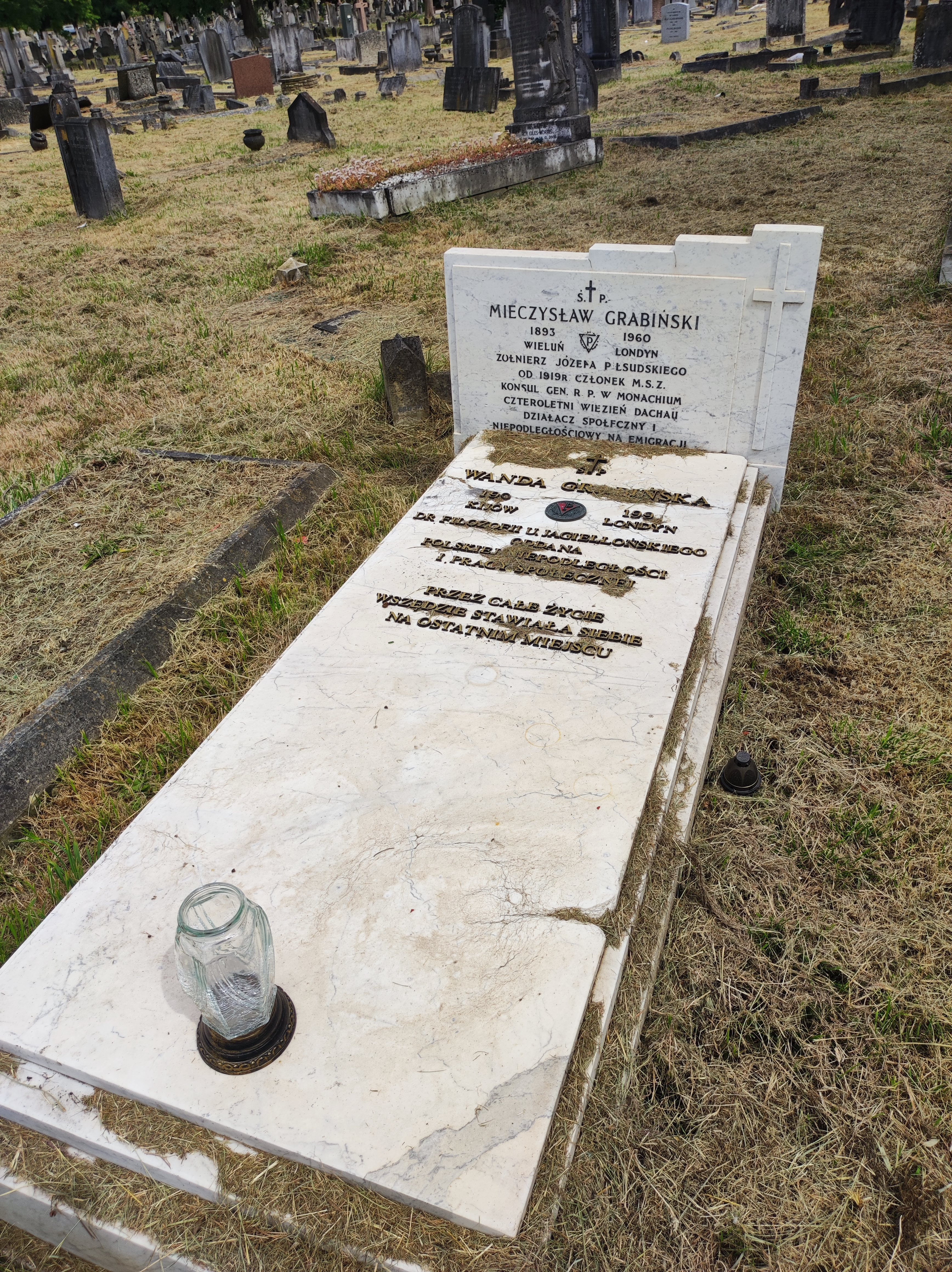
Grób Mieczysława Grabińskiego

Pochowany na cmentarzu Putney Vale (Putney Vale Cemetery) w Londynie.

## Życie prywatne
Był mężem Wandy (1901–1995), córki Aleksandra Januszkiewicza, rektora Uniwersytetu im. Stefana Batorego w Wilnie. Miał dwoje dzieci: Hannę i Jerzego.

## Ordery i odznaczenia
- Krzyż Niepodległości (9 listopada 1931)[2]
- Złoty Krzyż Zasługi (7 listopada 1929)[3]
- Medal Dziesięciolecia Odzyskanej Niepodległości
- Srebrny Medal za Długoletnią Służbę
- Brązowy Medal za Długoletnią Służbę
- Krzyż Komandorski Orderu Korony Rumunii (Rumunia)
- Krzyż Oficerski Orderu Świętego Sawy (Jugosławia)

## Publikacje własne
- Dyplomacja w Dachau, 1946, 2007.